# Уракова, Александра Павловна
Алекса́ндра Па́вловна Уракова (род. 27 июня 1979, Москва) — российский литературовед, доктор филологических наук, старший научный сотрудник ИМЛИ им. А. М. Горького РАН.

## Биография
В 2001 году с отличием окончила факультет журналистики МГУ им. М. В. Ломоносова.
Окончив аспирантуру, в 2005 году на филологическом факультете МГУ им. М. В. Ломоносова защитила диссертацию на соискание ученой степени кандидата филологических наук, тема: «Образы и метафоры телесного в рассказах Э. А. По», научный руководитель — д .филол.н., профессор Т. Д. Венедиктова. В 2020 году защитила диссертацию на соискание ученой степени доктора филологических наук по специальности 10.01.03 — литература народов стран зарубежья (литература Америки), тема «Репрезентация дара в американской литературе XIX века».
Преподавала в Русской антропологической школе РГГУ (2008—2015 гг.), факультете журналистики МГУ им. М. В. Ломоносова (2005—2011 гг.), Университете истории культур (2007—2008), Российском новом университете (2005—2008 гг.), Университет гуманитарных наук (2005—2006).
Читала лекции в вузах США: Университете Миддл Теннесси (Middle Tennessee State University), Коэ колледже (Coe College), Гриннел колледже (Grinnell College), Виргинском университете (University of Virginia).
В настоящее время — приглашенный преподаватель в московском кампусе НИУ ВШЭ, читает лекции по курсу «Современная литературная теория: направления и тенденции».
С 2003 г. по настоящее время — старший научный сотрудник Отдела литератур Европы и Америки Новейшего времени ИМЛИ им. А. М. Горького РАН.
Член Poe Studies Association Awards Committee (2013—2015), Российского общества по изучению культуры США (ОИКС), Европейской ассоциации американистики (EAAS) и Общества по изучению Э. А. По (Poe Studies Association). Входит в состав редколлегии журналов «Edgar Allan Poe Review» и «Poe Studies» (2011—2015).

## Научная деятельность
А. П. Уракова является автором и соавтором более 100 научных работ по литературе Новейшего времени (Европа и Америка), в том числе 5 монографий, статей в ведущих рецензируемых журналах России, Европы и Америки.
В 2007—2008 — стипендиат программы «Фулбрайт» по обмену учеными (Fulbright Scholar) в Виргинском университете (Шарлотсвилль, США). В период с 2010 по 2016 гг. получала исследовательские гранты Института Дж. Ф. Кеннеди, Открытый университет, Берлин, Германия (J.F. Kennedy Institute Fellow); Эклз-центра по изучению американской культуры, Лондон, Великобритания (Eccles Fellow); Института высших исследований Центрального Европейского Университета, Будапешт, Венгрия (IAS CEU Senior Core Fellow).
С 2005 года по настоящее время входит в организационный комитет крупных научных конференций и круглых столов по литературоведению, проходящих в Москве, Санкт-Петербурге, Будапеште и др. городах России и Европы.
Активно сотрудничает в рамках различных научных проектов (организация научных конференций и круглых столов, создание коллективных научных трудов, в том числе монографий) с известными литературоведами и переводчиками д.филол.н., профессором С. Л. Фокиным, д.филол.н., профессором С. Н. Зенкиным, д .филол.н., профессором Т. Д. Венедиктовой, к.филол.н., с.н.с. М. Ф. Надъярных др.

## Основные труды

### Монографии и коллективные монографии
- Поэтика тела в рассказах Эдгара Аллана По / А. П. Уракова. М.: ИМЛИ РАН, 2009. 251 с.
- По, Бодлер, Достоевский: Блеск и нищета национального гения / под ред. А. П. Ураковой и С. Л. Фокина. М.: Новое литературное обозрение, 2017. 496 с.
- Детство в англо-американском сознании XVII—XIX веков / под ред. А. П. Ураковой и М. Ф. Надъярных. М.: ИМЛИ РАН, 2016. — 264 c.
- Deciphering Poe: Subtexts, Contexts, Subversive Meanings. Bethlehem, PA: Lehigh University Press, 2013, 176 p.
- Культ как феномен литературного процесса: автор, текст, читатель / под ред. А. П. Ураковой и М. Ф. Надъярных. . М.: ИМЛИ РАН, 2011, 480 с.

### Статьи и главы в коллективных научных трудах
- Портрет дамы: Бронзино в «Крыльях голубки» Г. Джеймса // НЛО, 2017.
- Между Россией, США и Европой: Иван Тургенев в рецептивной эстетике Генри Джеймса // Вестник славянских культур. № 43, 2017: 152—160.
- Hawthorne’s Gifts: Re-reading «Alice Doane’s Appeal» and «The Great Carbuncle» in The Token // New England Quarterly, 88.4 (December 2016): 587—613.
- «Subtle distinctions»: Emerson’s «Gifts» and Sentimental Rhetoric of Gift-Giving // Revista Anglo-Saxonica. 3.12 (2016): 245—269.
- Братья по перу: птицы, трансцендентное и жуткое у По и Бодлера // По, Бодлер, Достоевский: Блеск и нищета национального гения. Под редакцией С. Фокина и А. Ураковой. М.: Новое литературное обозрение, 2017, 216—235. [В соавторстве с Тимом Фэррентом].
- From «The Raven» to «Le Cygne»: Birds, Transcendence, and the Uncanny in Poe and Baudelaire // Edgar Allan Poe Review, 16 (Fall, 2014): 156—174. [Co-authored with Tim Farrant]
- Code for Kids: The Story of «The Gold-Bug’s» First Translation in Russia // Translated Poe, eds. Emron Esplin and Margarida Vale de Gato. Bethlehem, PA: Lehigh University Press, 2014, 221—230.
- Poe, Fashion, and Godey’s Lady’s Book // Edgar Allan Poe Review, 15 (Spring 2014): 37-47.
- Круг детского чтения в США и России 1840гг («Истории для Хелен» и «Золотой жук») // НЛО, № 126.2, 2014: 141—154.
- «Дары того, кто меня любил»: аспекты поэтики эссе Р. У. Эмерсона «Дары» // Синий Диван № 18, 2013: 52-67.
- «Breaking the Law of Silence»: Rereading Poe’s «The Man of the Crowd» and Gogol’s «The Portrait» // Poe’s Pervasive Influence, ed. Barbara Cantalupo. Bethlehem, PA: Lehigh University Press, 2012, 63-75.
- Why Old? Reading Poe’s «The Man of the Crowd» and «The Tell-Tale Heart» against the Antebellum Rhetorical Constructions of Youth, " in Forever Young? The Changing Images of the United States, eds. Philip Coleman and Stephen Matterson. Heidelberg: Universitätsverlag, 2012, 163-73.
- Мистические контексты в «Повороте винта» // Arbor Mundi № 18, 2011: 11-24.
- «Облаченная в целомудрие»: американская эротика 1840 гг. // НЛО, № 112, 2011: 141—158.
- Классик или герой? 100-летний юбилей По и его последствия // По Э. А. Новые материалы и исследования. Ред.-сост. В. И. Чередниченко. Краснодар, 2011. С. 195—205.
- «The Purloined Letter» in the Gift-Book: Reading Poe in a Contemporary Context // Nineteenth-Century Literature, 64.3 (December 2009): 323—346.
- Функция мифа в рассказе Эдгара Аллана По «Похищенное письмо» // Поэтика мифа. Современные аспекты. М.: РГГУ, 2008. С. 56-71.
- В отсутствие Байрона. Образ байронического поэта у Эдгара По и Генри Джеймса // Вопросы литературы, № 6, 2007. С.225-240.
- Увидеть Медузу. Романтическая модель «bellezza medusea». // Вестник Московского университета. Филология, № 6, 2003. С.123-138.